# Алфредо Талавера
Алфредо Талавера Диас (на испански: Alfredo Talavera Díaz) е мексикански футболист, вратар, който играе за Толука.

## Кариера
Алфредо Талавера е възпитаник на академията на КД Гуадалахара. За основния състав той прави дебюта си през 2003 г. и само за първия сезон, той играе в 4 мача от мексиканския шампионат. Успоредно с това, участва и в един от младежките отбори на Гуадалахара – Тапати.
През сезон 2004/05 Талавера вече има 8 мача като титуляр, но не се превръща в основен вратар на отбора, и продължава да играе за сателитен отбор на Гуадалахара, Чивас Ла Пиедад. През сезон 2005/06 Талавера играе в последните 9 мача за Гуадалахара, а след това отива отново в Тапати.
През сезон 2008/09 Талавера е пратен под наем в УАНЛ Тигрес, но за този отбор изиграва само 2 мача. През 2009 г., той се мести в Толука, където доста бързо се включва в първия отбор, тъй като вредата е основният вратар. Талавера пропуска само пет мача на отбора си в първенството, а през следващия сезон участва във всички мачове от Апертура и Клаусура.
Добрите игри на Талавера за Толука привличат вниманието на треньора на Мексико. На 27 януари 2011 г. Талавера за първи път играе за националния отбор в приятелски мач срещу Босна и Херцеговина.
Алфредо Талавера е включен в националния отбор за КОНКАКАФ Голд Къп през 2011 г. като трети вратар след Хосе Корона и Гилермо Очоа. Въпреки това, Корона е отстранен от националния отбор след скандал в мач от Клаусура 2011 с Крус Асул, допинг тест на Очоа показва наличие на кленбутерол в кръвта, и той също е отстранен от отбора. По този начин, Алфредо Талавера се превръща в основен вратар на турнира и помага на отбора си да спечели шеста титла от Голд Къп.

## Отличия

### Отборни
Гуадалахара
- Лига МХ: Апертура 2006

Толука
- Лига МХ: Бисентенарио 2010

### Международни
- КОНКАКАФ Голд Къп: 2011
- КОНКАКАФ Къп: 2015

### Индивидуални
- Най-добър вратар на турнира: Бисентенарио 2010
- 2-ро най-добро спасяване: КОНКАКАФ Голд Къп 2011
- Златна ръкавица: КОНКАКАФ Шампионска лига 2013/14